# Музейный жук
Музейный жук или кожеед музейный (лат. Anthrenus museorum), жук семейства кожеедов. Отличается коротким округлым телом длиной 2—3,5 мм. Рисунок на надкрыльях жука образуют густо расположенные мелкие чешуйки, группирующиеся на чёрном фоне в три узкие желтоватые перевязи. Распространён в Евразии и Северной Америке. Жуки встречаются на цветках, личинки на сухих трупах животных, повреждают зоологические коллекции, продукты животного происхождения (шерсть, меха и др.).